# Raphael Tuck & Sons

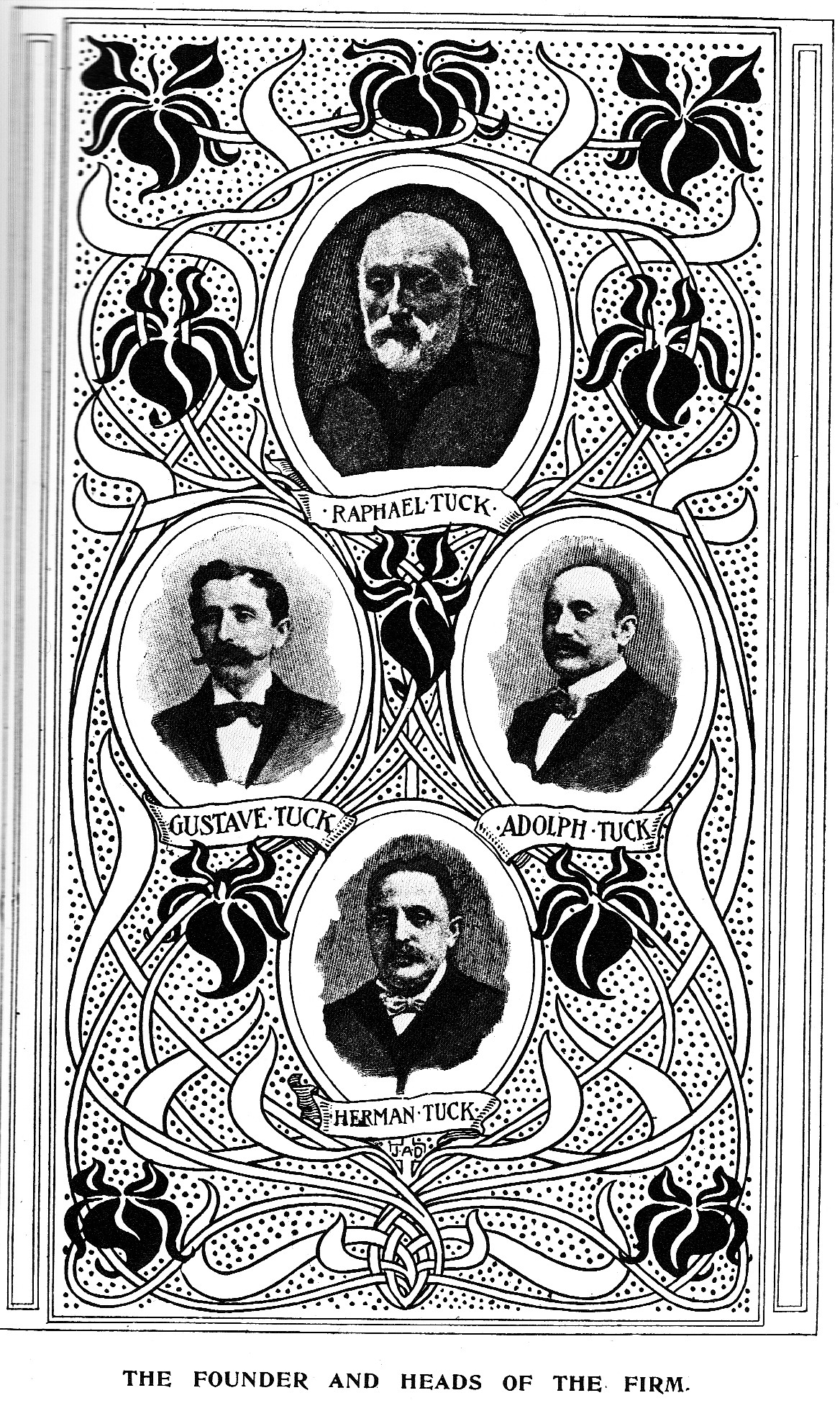
Le fondateur Raphael Tuck et sa descendance à la tête de l'entreprise Raphael Tuck & Sons

Raphael Tuck & Sons est probablement la plus importante société britannique d’édition de cartes postales de la fin du XIXe siècle et de la première moitié du XXe siècle.

## Historique
D’origine prussienne où il est né en 1821, Raphael Tuck qui avait déjà créé une société en Prusse s’installe en Angleterre  avec sa femme et ses sept enfants en 1865. Il ouvre une boutique de fourniture pour peintres dans le quartier de Bishopgate à Londres  en 1866 et son affaire se développe si bien que  trois de ses fils le rejoignent. La société devient alors Raphael Tuck & sons. 

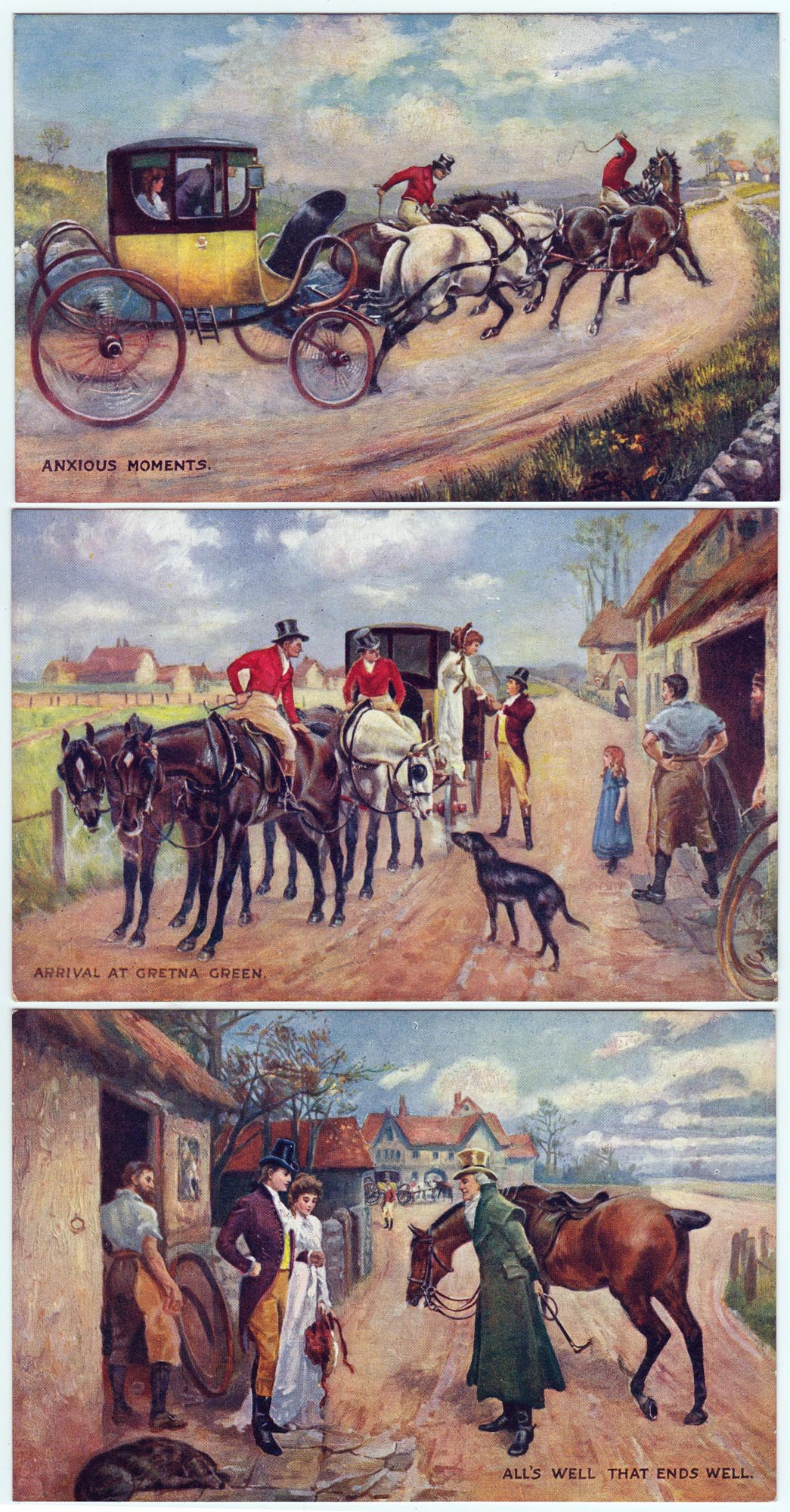
Épisodes d'un mariage à Gretna Green, trois cartes postales Oilette de Raphael Tuck, début XXe s.

Son emblème  représente  un chevalet, une palette, des couleurs et un pinceau.
La société publie ses premières cartes de Noël en 1871. Au début du  XXe siècle la société a une collection  de près de 40 000 cartes postales. 
Par la suite la société va aussi  publier des livres pour enfants ; des livres animés, des livres de découpage et des poupées en papier. Une de ses plus extraordinaires publications sera  le livre de découpage de la Maison de poupée de la Reine Marie publié en 1924.
En 1893, l’entreprise reçoit  le royal warrant de la Reine Victoria  puis en 1901 le royal warrant du  roi Édouard VII et elle le conservera jusque dans les années 1950.
En 1903 il lance sa série de cartes Oilette d'après des peintures et un procédé d'impression breveté.
À Paris, la société est installée 19 rue de Paradis dans le Xe.
Le 29 décembre 1940 durant le Blitz, les ateliers furent  entièrement détruits par une  bombe ; les dessins originaux, pierres lithographiques et  les machines disparurent.  
La société produira plus de cartes dessinées que photographiques, elle fera appel à des artistes reconnus comme Henry Wimbush, Louis Wain, Cicely Mary Barker, le caricaturiste Phil May, Béatrice Mallet  et des  membres de la Royal Academy.

## Type de cartes publiées

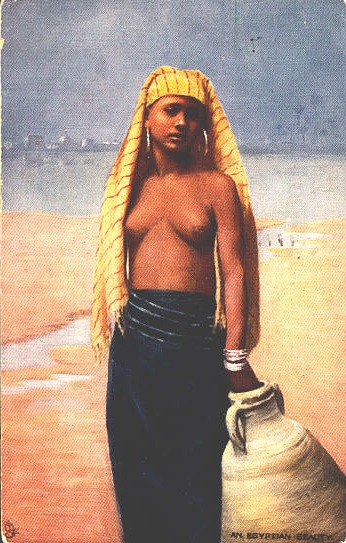
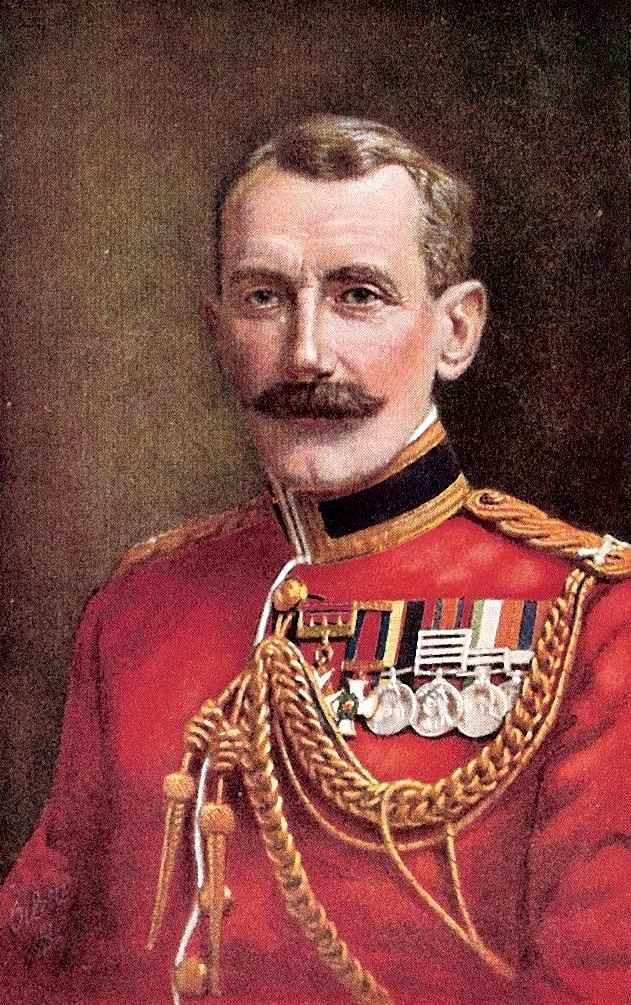
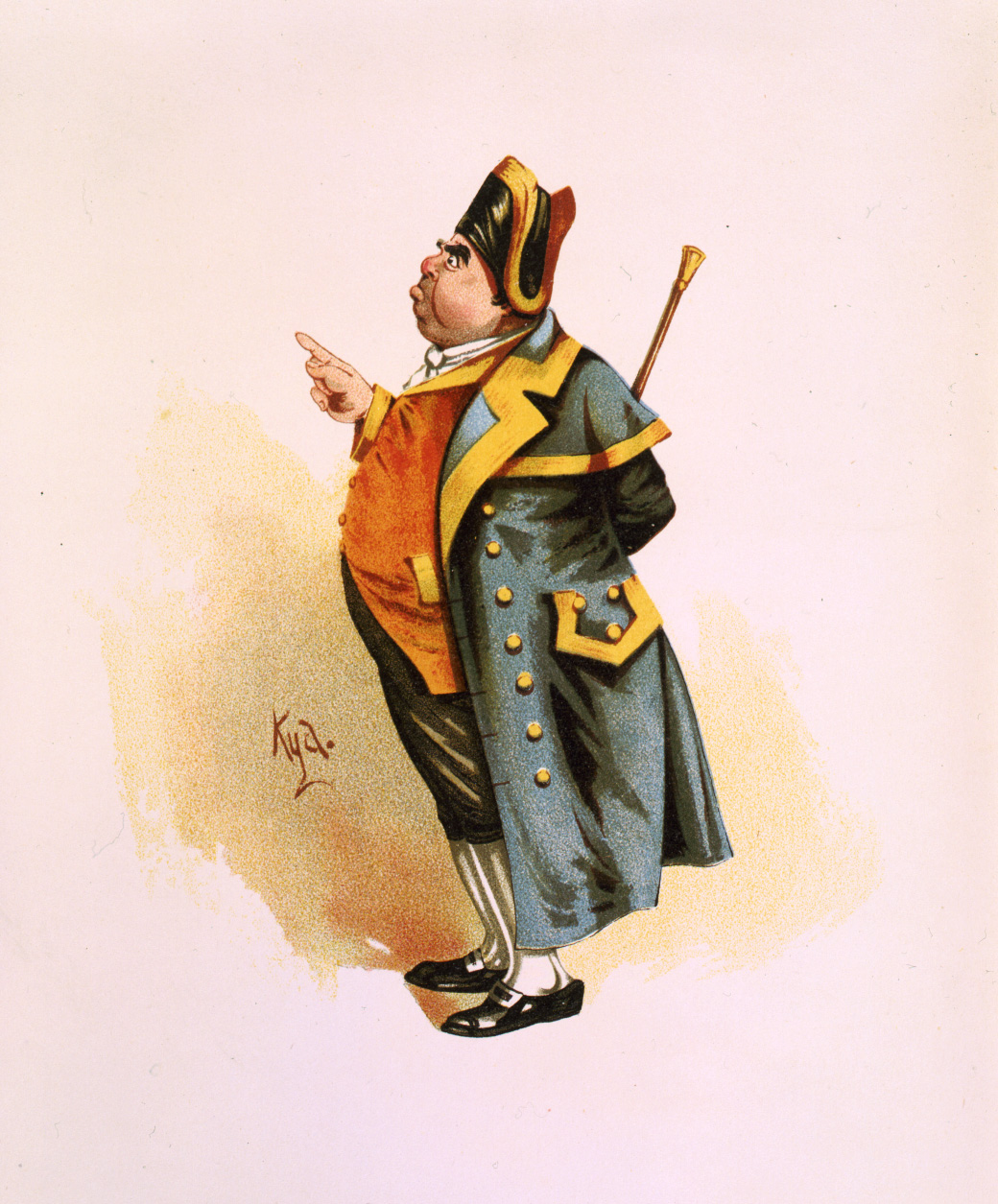
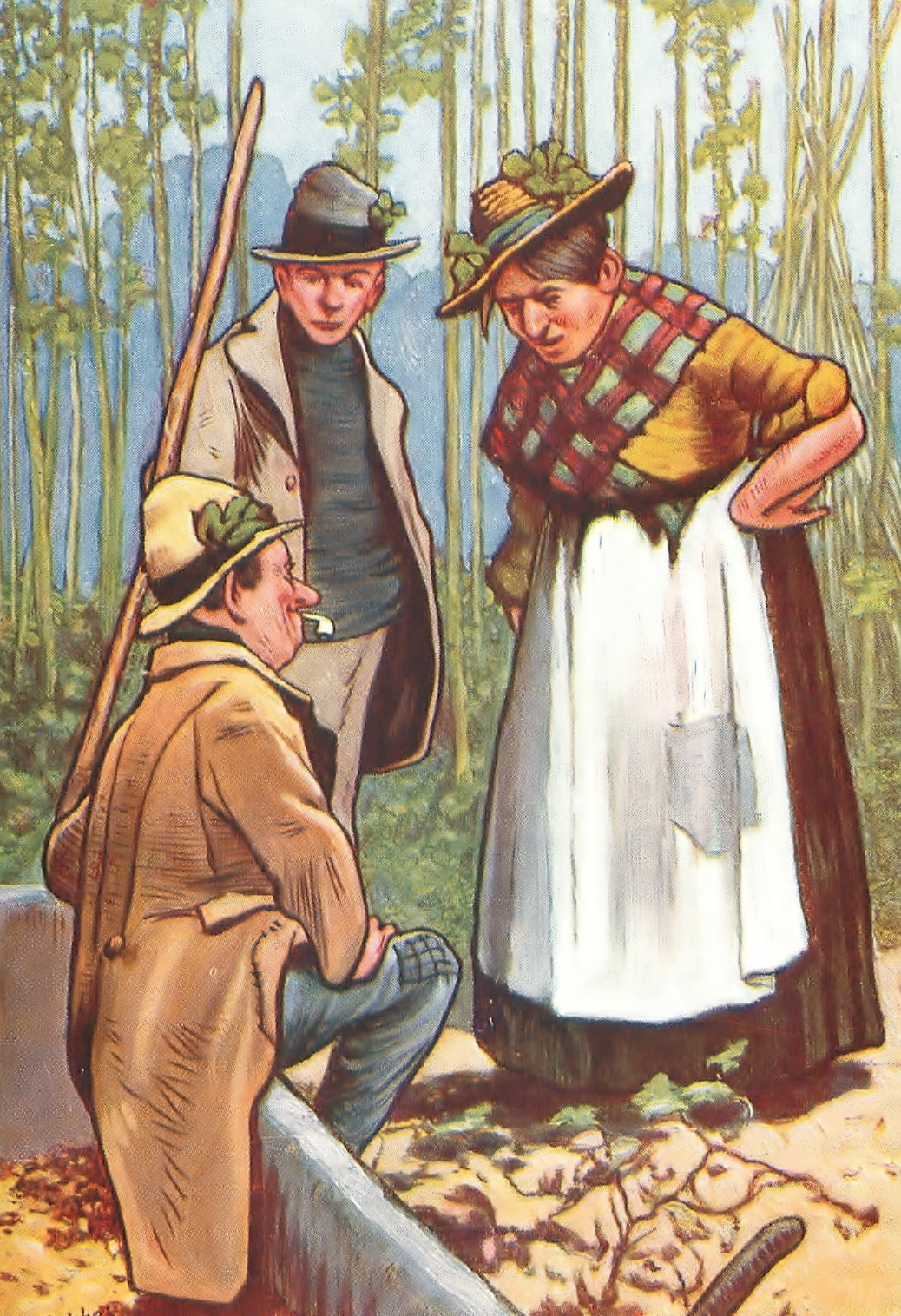
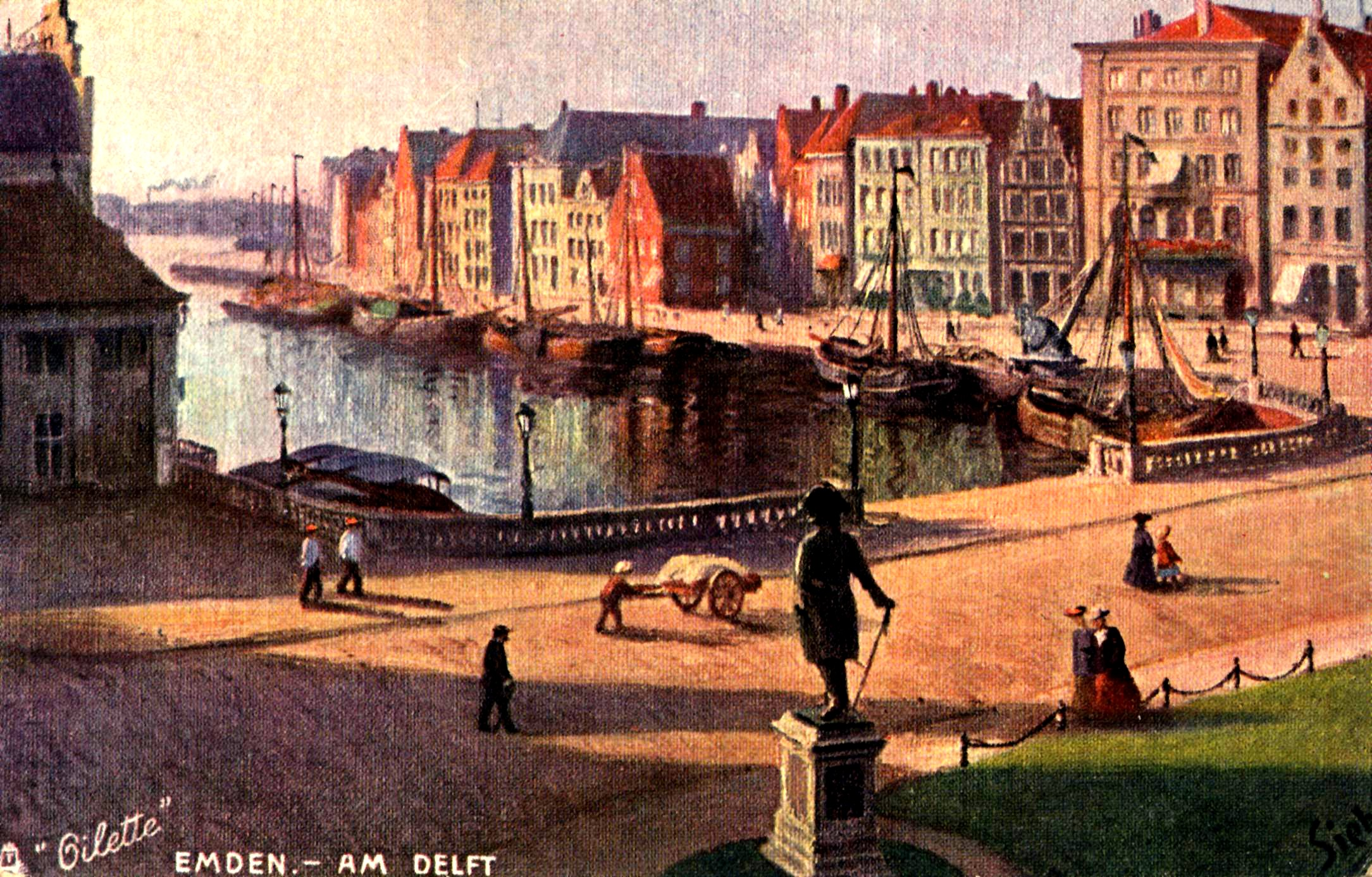
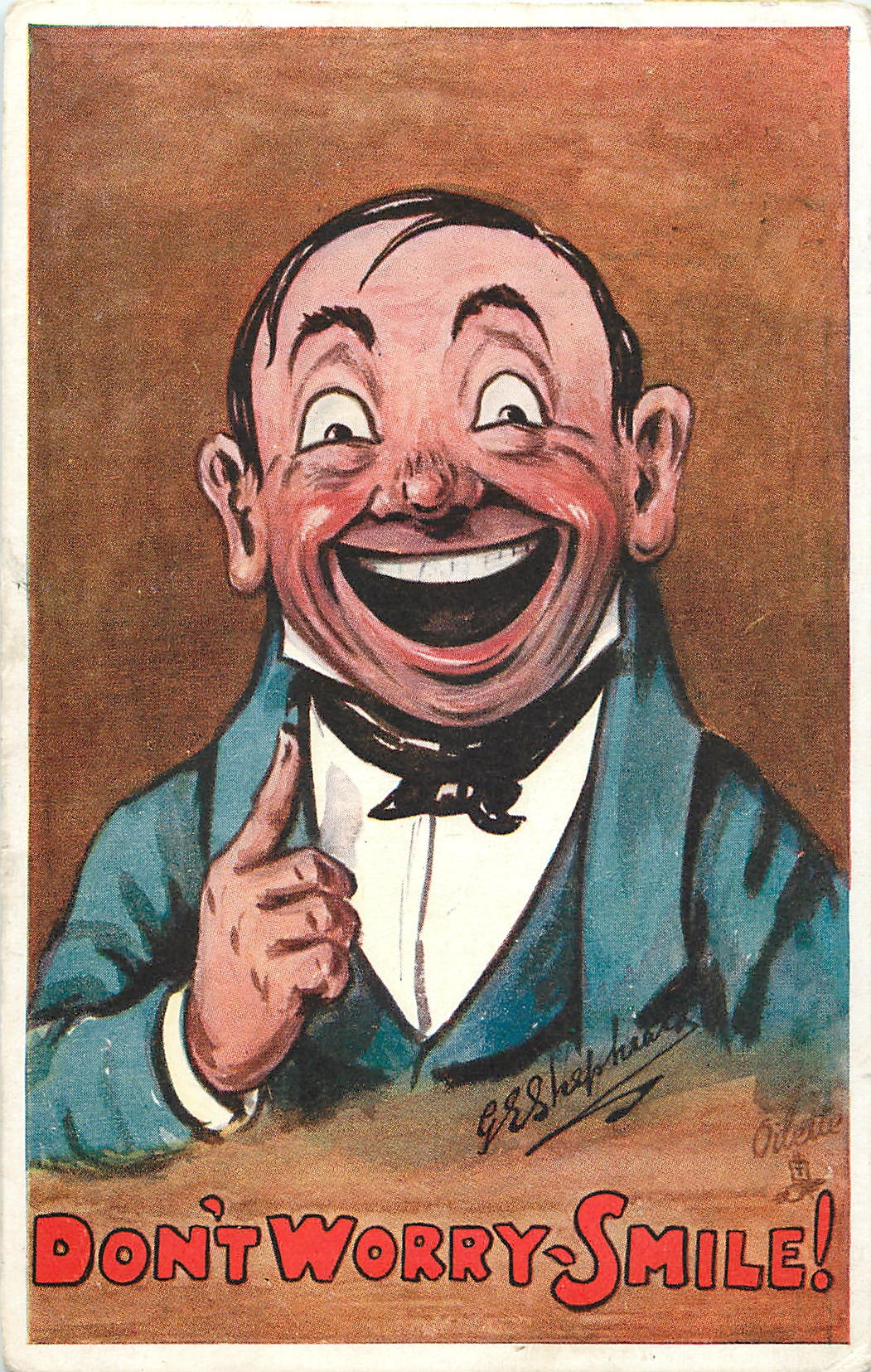